# Carlos Lemos (político)
Carlos Lemos (Bahía Blanca, 16 de mayo de 1943-Coronel Pringles, 11 de septiembre de 2008) fue un contador y político argentino  perteneciente a la  Unión Cívica Radical, concejal de su ciudad entre 1997 y 2001 y diputado provincial entre 1983 y 1987.

## Biografía
Nació el día 16 de mayo de 1943 en la ciudad de Bahía Blanca, provincia de Buenos Aires, Argentina.

### Trayectoria Política
Carlos Lemos empezó su militancia en la Unión Cívica Radical. Militó en las filas de la Línea Nacional (Balbinismo), En 1983 con el regreso de la democracia fue electo concejal de la ciudad de Bahía Blanca para el periodo 1983-1987.Mientras cumplía con su mandato como concejal en el año 1986 desafío al intendente Juan Carlos Cabiron por la candidatura en 1987,en aquella elección cae derrotado logrando el 37,28% (3.716 votos) contra el 62,72% (9.967 votos) del entonces intendente.
|  | 62.72 % |

|  | 37.28 % |

Fue también director de la empresa Aerolíneas Argentinas, en 1988-1989 y en 1989 resultó electo Diputado de la Provincia de Buenos Aires por la sexta sección para el periodo 1989-1993. Su último cargo público fue nuevamente en una banca como concejal de la ciudad en 1997 cargo que ejerció hasta 2001.

#### Presidente del Radicalismo Bahiense (2004-2006)
En mayo de 2004, Lemos es elegido presidente del Radicalismo de la ciudad para el periodo 2004-2006 remplazando a Oreste Retta y diciendo "Tenemos que recuperar lo que perdimos en diciembre del año pasado (las elecciones municipal). Debemos trabajar con el bloque de concejales, para establecer una oposición; no destructiva, sino, más bien, constructiva", dijo Lemos.
También habló de transparencia y unidad: "La ciudad nos exige unidad. Es la base para establecer el 2005 con propiedad. La sociedad no nos perdona la falta de transparencia. Hay que sincerar padrones para cuando vengan las elecciones".

### Fallecimiento
Falleció el 11 de septiembre de 2008 por un grave accidente de tránsito en la ruta de Coronel Pringles.